# ECAES
ECAES o Saber PRO es el acrónimo de Exámenes de Calidad de Educación Superior una prueba de conocimientos aplicada en Colombia a los estudiantes que están en los últimos semestres de carreras profesionales. Son un requisito para obtener el título profesional desde la promulgación de la ley 1324 de 2009 el cual a su vez cambio el nombre de la prueba a Saber PRO. En los años anteriores solo se aplicaba a algunas carreras profesionales y algunas tecnológicas. 
Estos son exámenes realizados por el Ministerio de Educación de Colombia a través del ICFES a personas que estudian en las universidades y centros de enseñanza tecnológica como el SENA. Son muy similares a las que presentan los alumnos de bachillerato (Examen ICFES) cuyo objetivo es conocer cómo está el nivel académico en las universidades y colegios.